# Корнеев, Кирилл Дмитриевич
Кирилл Дмитриевич Корнеев (род. 29 сентября 1994 года) — российский ватерполист, вратарь астраханского «Динамо» и сборной России. Мастер спорта,капитан.

## Карьера
Кирилл Корнеев – воспитанник челябинской школы водного поло. «Динамо-Астрахань» является первым профессиональным клубом, где Кирилл начал играть после детской спортивной школы. Бронзовый призёр чемпионата России (2015).
Привлекается в состав сборной России. Выступая на Универсиаде 2013 года в Казани, стал серебряным призёром. Распоряжением Президента Российской Федерации от 19 июля 2013 года N 277-рп Кириллу Дмитриевичу Корнееву объявлена благодарность Президента Российской Федерации. 
Участник чемпионата Европы 2016 года.